# George Abbot
George Abbot có thể dùng để chỉ:
- George Abbot (giám mục) (1562 -1633), giáo sĩ người Anh đã trở thành Tổng giám mục Canterbury
- George Abbot (tác giả) (khoảng 1603-1649), nhà văn và nghị sĩ người Anh cho Tamworth trong các nghị viện ngắn và dài
- George Abbot (mất năm 1645), nghị sĩ cho Gilford trong các nghị viện ngắn và dài (cháu trai của Tổng giám mục George Abbot)